# Andrea Cavicchioli
Andrea Cavicchioli (Murlo, 15 maggio 1953) è un politico italiano, presidente della Provincia di Terni dal 1999 al 2009.

## Biografia
Laureato in giurisprudenza, esercita la professione di avvocato.
È stato esponente dei Socialisti Democratici Italiani ed in passato ha militato nel PSI-Partito Socialista Italiano, con cui è stato anche eletto deputato nel 1987, nella X Legislatura, dal 2 luglio 1987 al 22 aprile 1992.
Dopo la dissoluzione del PSI nelle elezioni politiche del 1994, è stato candidato (non eletto) al Senato per la coalizione centrista del Patto per l'Italia in quota all'area socialista che faceva riferimento a Giuliano Amato.
È stato eletto Presidente della Provincia nel turno elettorale del 1999 con il 58,1 % dei voti e sostenuto da una maggioranza costituita da DS, Margherita, PRC, Socialisti Riformisti e Comunisti Italiani.
Cavicchioli è stato riconfermato con il 65% dei voti nelle elezioni amministrative del 2004 (ballottaggio del 12 e 13 giugno) per un secondo mandato, terminato nel 2009.
Nel 2014 aderisce al Partito Democratico.Candidato eletto in consiglio comunale a Terni nella lista PD, il 16 giugno dello stesso anno viene designato dall'unione comunale ternana dello stesso partito come capogruppo in consiglio comunale. Il 23 novembre 2017 si dimette da consigliere comunale "a causa di ulteriori e sopravvenuti impegni professionali e per l’apertura di una fase dei lavori del consiglio medesimo che presenta nuove caratteristiche".